# Paul Nưr
Paul Nưr:402 (7 tháng 7 năm 1925 – ?), là giáo viên, công chức, lãnh đạo người Thượng dân tộc Ba Na,:99 từng giữ chức Tổng trưởng Bộ Phát triển Sắc tộc Việt Nam Cộng hòa từ năm 1967 đến năm 1971.

## Tiểu sử
Paul Nưr sinh ngày 7 tháng 7 năm 1925 tại làng Kon Rơ Bang, tỉnh Kon Tum, Trung Kỳ, Liên bang Đông Dương.
Ông từng đi dạy học từ năm 1943 đến năm 1948. Về sau lên làm Phó Tỉnh trưởng tỉnh Kon Tum từ năm 1963 đến năm 1965.
Dưới thời Đệ Nhị Cộng hòa, chính phủ cho lập Bộ Phát triển Sắc tộc, ông được Tổng thống Nguyễn Văn Thiệu bổ nhiệm làm Tổng trưởng Phát triển Sắc tộc đầu tiên vào cuối năm 1967. Đến giữa năm 1971 thì Nay Luett lên thay ông làm Tổng trưởng tiếp theo. 
Sau biến cố 30 tháng 4 năm 1975, ông bị chế độ cộng sản bắt đưa đi học tập cải tạo và chết trong trại cải tạo không rõ vào lúc nào.:358

## Đời tư
Paul Nưr lập gia đình có tổng cộng 8 người con (1968).:100

## Vinh danh
- Đệ Tứ Đẳng Bảo Quốc Huân Chương[5]
- Đệ Ngũ Đẳng Bảo Quốc Huân Chương[5]
- Chương Mỹ Bội Tinh Đệ Nhất Hạng
- Chương Mỹ Bội Tinh Đệ Nhị Hạng